# Хвостов, Василий Семёнович
Василий Семёнович Хвостов (24 декабря 1754 [4 января 1755], Кежово — 27 августа [8 сентября] 1832, Санкт-Петербург) — государственный деятель Российской империи, первый томский губернатор (1804—1808), впоследствии сенатор. Младший брат А. С. Хвостова

## Биография
Родился 24 декабря 1754 (4 января 1755) года в Кежово — сын небогатого гдовского помещика Семена Васильевича Хвостова (?—1770) и Дарьи Ивановны, урождённой Головцыной. В семье было пять сыновей; старший из них — Александр (1753—1820).
Окончил Петербургскую гимназию при Академии наук. В 1774 году вступил в службу сержантом на должность секретаря генералфельдцейхмейстера графа Г. Г. Орлова. Служил затем адъютантом командира канонирского полка Б. И. Меллера. В 1779 году уволился из артиллерийского ведомства в чине капитана и добровольцем отправился в Сибирь. В Барнауле был причислен в конную роту Колыванского горного батальона и служил адъютантом командира 2-го канонирского полка полковника Бориса Ивановича Меллера. В 1783 году оставил военную службу, заняв должность советника гражданской палаты бывшей Колыванской губернии. В 1790 году вернулся в Санкт-Петербург.
Ещё в 1776 году был членом петербургской масонской ложи «Немезиды», которую возглавлял А. В. Храповицкий. Затем, вплоть до конца 1780-х годов был членом другой петербургской ложи — «Молчаливости».
В 1793 году был включён в состав свиты чрезвычайного посла России в Османской империи М. И. Кутузова. После смерти жены в 1795 году вышел в отставку в чине статского советника. Жил в своём гдовском имении, занимался хозяйством, избирался предводителем дворянства Гдовского уезда (1796—1799). В 1800 году приехал в Петербург и в 1804 году, по ходатайству графа А. С. Строганова, был назначен, с производством в действительные статские советники, губернатором вновь учреждённой Томской губернии.

В короткий срок в Томске были созданы все необходимые государственные институты: губернское правительство, прокуратура, уголовный суд. Хвостов принимал участие в создание в 1806 году первой томской больницы. При нём в городе начали появляться общественные бани. Под его постоянной опекой находился Томский приказ общественного призрения — государственная благотворительная организация, ведавшая устройством школ, больниц и различных богоугодных заведений. В течение пятилетнего управления он успел на ничтожные средства поселить 3200 семейств. Ф. Ф. Вигель рассказывал о своих встречах с ним в Томске:
Он был человек тучный, тяжеловесный, степенный и рассудительный, всю живость ума предоставивший брату своему Александру Семеновичу; лицо он имел багровое, говорил тихо и размеренно, действовал осторожно, однако же не медленно. Если прибавить к тому, что он был самых честных правил и исполнен человеколюбия, то надобно признаться, что лучших качеств для занимаемого им места требовать не можно.
Уволенный в 1808 году по доносу за медленное исполнение приказов сибирского генерал-губернатора И. Б. Пестеля, он был судим. После довольно длительного рассмотрения дела в Сенате в 1814 году был частично оправдан. В 1820 году М. М. Сперанский, бывший в то время сибирским генерал-губернатором, представил на имя императора заключение, согласно которому Хвостов был признан полностью невиновным. Ему было выплачено жалование за все время расследования.
В 1822 году, с производством в тайные советники, стал сенатором; сначала — по Уголовному департаменту, в 1831 году был перемещён в Судебный департамент, а в 1832 году — во Временное общее
собрание, где служил до последних дней своей жизни. В 1826 году был назначен в Верховный уголовный суд по делу декабристов.
Скончался 27 августа (8 сентября) 1832 года в возрасте 77 лет.

## Литературная деятельность
В 1809 году Хвостов выпустил сборник «О Томской губернии и о населении большой Сибирской дороги до Иркутской границы», где собрал много данных этнографических и статистических. В 1870 году появились его «Записки» в «Русском Архиве» (№ 3), написанные в 1832 году, но обрывающиеся на 1803 г.; к ним приложены «Рапорт Сперанского Государю Императору 1 июня 1820 г.», «Копия с записки Сперанского при рапорте Государю Императору» и «Записка Хвостова о Сибири». Хвостов имел замечательный естественно-исторический кабинет, переданный в Академию Наук. Анонимно издана повесть на сказочно-авантюрный сюжет «Сарафан, или Происшествие к чести купца русского, случившееся в начале XVIII столетия» (1824).

## Награды
- Орден Святого Владимира 3-й степени (18.11.1806)
- Знак отличия беспорочной службы за XL лет (22.08.1828)

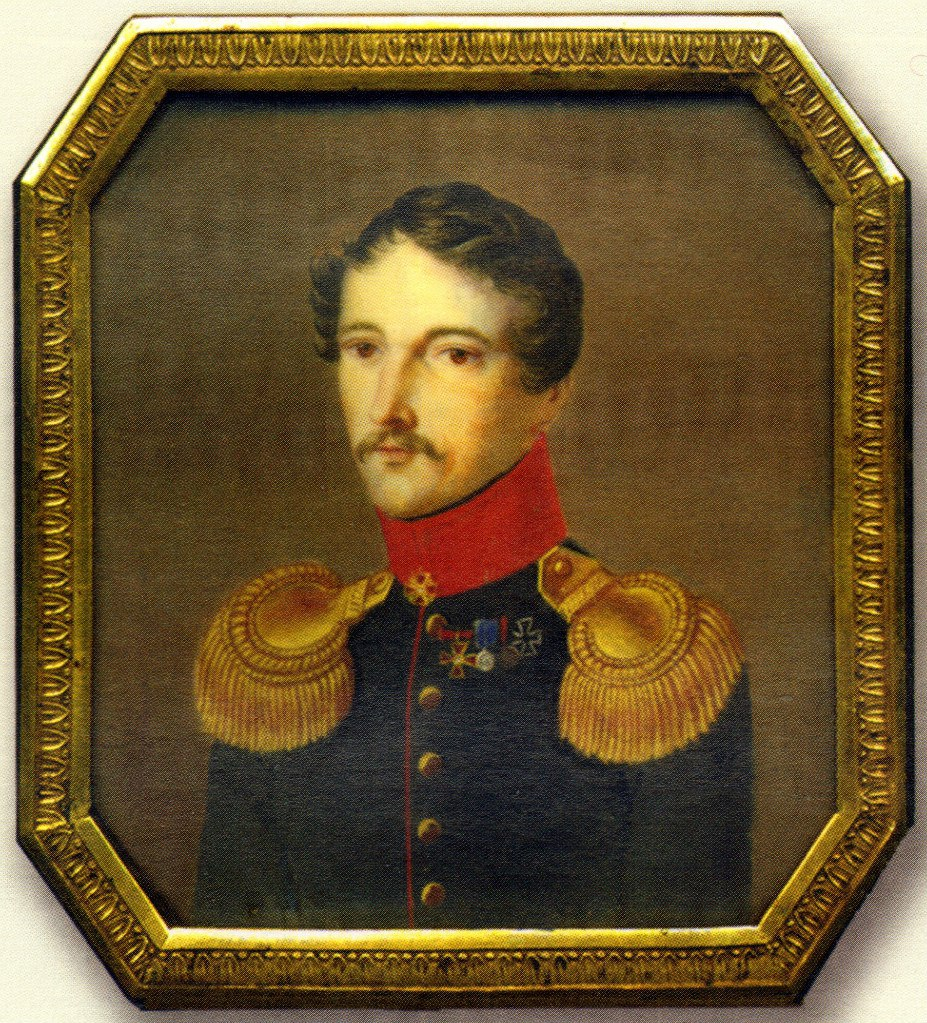
Николай Васильевич Хвостов на портрете работы жены (1822)

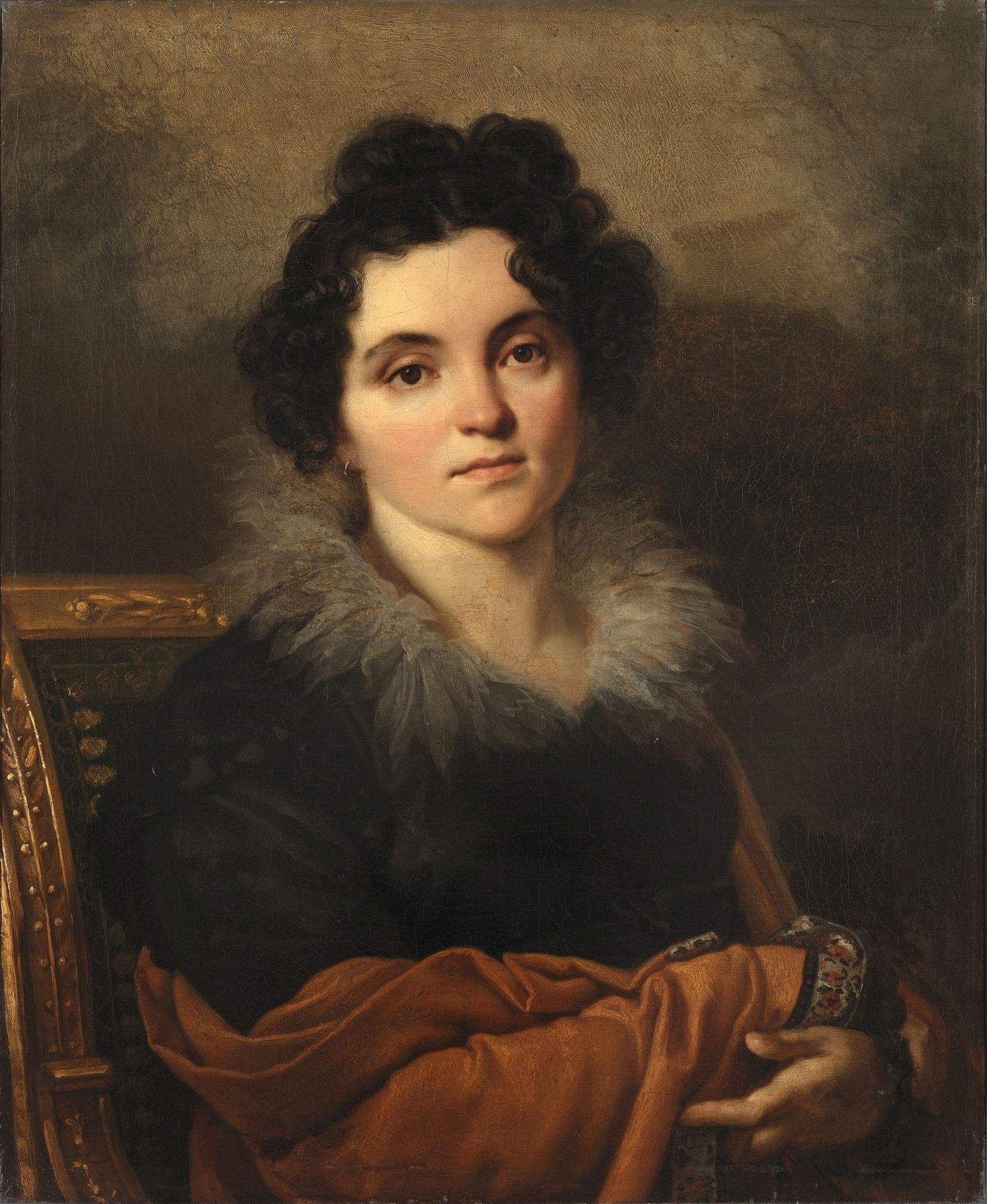
Дарья Николаевна, 3-я жена. Художник О. Кипренский (1814)

## Семья
Был трижды женат:
1. Жена (с 1784 года) — Мария Борисовна Меллер (176. — 1795), дочь полковника Бориса Ивановича Меллера, у которого был адъютантом. Из шестерых родившихся у них детей, четверо  умерли в младенчестве. Умерла и жена во время седьмых родов вместе с ребёнком. Двое выживших:
  - Софья Васильевна (1784—1785)
  - Николай Васильевич (09.05.1793—1837), участник войны 1812 года, коллежский советник, с 1822 года женат на художнице-любительнице, Екатерине Никифоровне Пушкиной (1796—1864), внучке тайного советника А. П. Кашкина.
2. Жена (с 1796 года) — Екатерина Александровна Колюбакина (177. — 1801/1802), дочь псковского дворянина; умерла при родах.
3. Жена (с 6 февраля 1807 года)[3] — Дарья Николаевна Арсеньева (1783—18??), дочь генерал-майора Николая Дмитриевича Арсеньева и Веры Ивановны Ушаковой (троюродная сестра М. М. Арсеньевой — матери Лермонтова). Венчались в Петербурге в церкви Воскресения Христова при Кабинете ЕИВ, поручителем по жениху был А. С. Хвостов. Дети:
  - Елизавета Васильевна
  - Александр Васильевич (21.02.1809—1861), камер-юнкер при Министерстве иностранных дел; дипломат, генеральный консул в Венеции, Марсели и Генуи; с 1840 года служил на Кавказе в Тифлисе. С 1838 года женат на мемуаристке Екатерине Александровне Сушковой (1812—1868).
  - Дмитрий Васильевич (1811—1860), прапорщик и масон, женат на Александре Васильевне Шеншиной (1819—1889).
  - Наталья Васильевна (14.12.1811[4]—05.06.1814), крещена 22 декабря 1811 года в Сергиевском всей Артиллерии соборе при восприемстве А. С. Хвостова и бабушки В. И. Арсеньевой.
  - Владимир Васильевна (28.03.1816[5]— ?), крещён 28 марта 1816 года в Владимирском соборе при восприемстве сестры Елизаветы.